# Jorge Toriello Garrido
Jorge Toriello Garrido (23 de abril de 1908 – 16 de junho de 1998) foi um dos militares que chefiou a junta militar que governou a Guatemala de 20 de outubro de 1944 a 15 de março de 1945.